# Mark Washington
Mark Henry Washington (Chicago, 28 dicembre 1947) è un ex giocatore di football americano statunitense che ha giocato nel ruolo di cornerback per la maggior parte della carriera con i Dallas Cowboys della National Football League (NFL).

## Carriera professionistica
Washington fu scelto dai Dallas Cowboys nel tredicesimo giro (335º assoluto) del Draft NFL 1970. Si mise in evidenza già nella sua stagione da rookie ritornando un kickoff per 100 yard in touchdown contro i Washington Redskins e bloccando un tentativo di extra point nel Super Bowl V. Nel 1973 ebbe la possibilità di guadagnarsi il posto di cornerback sinistro titolare, ma fu superato da Charlie Waters. Dopo che questi faticò, lo sostituì l'anno successivo, disputando sei gare come partente.
Nel 1975, Washington giocò come titolare raggiungendo il Super Bowl X, dove ebbe però poca fortuna nel marcare Lynn Swann, che ricevette l'allora record del Super Bowl di 161 yard con un touchdown, venendo premiato come MVP. L'anno successivo fu sostituito da Benny Barnes ma riuscì a disputare cinque gare come cornerback destro titolare dopo l'infortunio di Mel Renfro. Fu svincolato il 21 agosto 1979, disputando l'ultima stagione professionistica coi New England Patriots.

## Palmarès

### Franchigia
- Super Bowl : 2

Dallas Cowboys: VI, XII
- National Football Conference Championship: 5

Dallas Cowboys: 1970, 1971, 1975, 1977, 1978

## Statistiche
| Partite totali | 118 |
| Intercetti     | 13  |